# Budka Suflera
Budka Suflera es una banda de rock polaca. 

## Historia
La banda se creó de forma oficial en 1974 cuando se lanzó al mercado una versión del éxito de Bill Withers Ain't No Sunshine. En realidad, el comienzo de la banda se remonta a 1969. Por aquel entonces la banda estaba integrada por el cantante Krzysztof Cugowski, el guitarrista Krzysztof Brozi y el bajista Janusz Pędzisz. Poco después se integró Jacek Grün. La banda tocaba principalmente música blues. La banda no editó ningún trabajo y se disolvió. Cugowski no se dio por vencido y recreó la formación de nuevo, con cambios frecuentes de sus integrantes. En los años 1980 - 1990 la banda trabajó con la cantante  Urszula, quien comenzara de esta forma su propia carrera.

## Discografía
- Cień wielkiej góry (1975)
- Przechodniem byłem między wami (1976)
- Na brzegu światła (1979)
- Ona przyszła prosto z chmur (1980)
- Za ostatni grosz (1982)
- 1974 - 1984 (1983)
- Czas czekania - czas olśnienia (1984)
- Giganci tańczą (1986)
- American Tour (1987)
- Ratujmy co się da (1988)
- Greatest Hits (1992)
- 4 Pieces To Go (1992)
- Cisza (1993)
- Underground (1993)
- Budka w Operze, Live From Sopot '94 (1995)
- Noc (1995)
- Nic nie boli, tak jak życie (1997)
- Akustycznie (1998)
- Greatest Hits II (1999)
- Antologia 74-99 (1999)
- Bal wszystkich świętych (2000)
- Live At Carnegie Hall (2000)
- Mokre oczy (2002)
- The Best Of... (2002)
- Najpiękniejsze kolędy (Budka Suflera) (2002)
- Palę sobie (2003)
- Posłuchaj sobie (2003)
- Jest (2004)
- Leksykon Budki Suflera (2005)
- Zawsze czegoś brak (2009)
- 10 lat samotności (2020)
- Skaza (2023)